# Mauricio Beuchot
Mauricio Hardie Beuchot Puente (Torreón, Coahuila, 4 de marzo de 1950) es un filósofo y sacerdote dominico mexicano reconocido como uno de los principales filósofos contemporáneos de Iberoamérica. Autor de más de 100 libros individuales que van de la mano con temas desde Filosofía medieval y novohispana, Filosofía del lenguaje, Filosofía analítica, Estructuralismo y ante todo la Hermenéutica. Es fundador de la propuesta llamada Hermenéutica analógica, reconocida hoy en día como una propuesta original y novedosa en el campo de la hermenéutica filosófica. Desde 1985 es investigador titular "C" de tiempo completo del Instituto de Investigaciones Filológicas (IIFL) de la Universidad Nacional Autónoma de México (UNAM). Desde 1990 es miembro de la Academia Mexicana de la Historia, de 1997 a la fecha es miembro de número en la Academia Mexicana de la Lengua y de 1999 a la fecha es miembro de la Academia Pontificia de Santo Tomás de Aquino. Es doctor honoris causa por la Universidad Anáhuac México, por la Universidad Veracruzana y por la Universidad Autónoma de Coahuila. Desde 1990 es investigador del Seminario de Hermenéutica del Instituto de Investigaciones Filológicas de la UNAM.

## Biografía
Mauricio Hardie Beuchot Puente nació en Torreón, Coahuila, un 4 de marzo. Realizó sus primeros estudios en el Colegio Carlos Pereyra de la Compañía de Jesús, se trasladó a San Luis Potosí en donde ingresó al seminario menor de los padres redentoristas. De 1961 a 1973 estudió en el Centro de Estudios de la Orden de Predicadores en México, centrándose en estudios de la rama de las humanidades clásicas, incluyendo griego, latín y filosofía escolástica. En 1976 obtiene el grado de Licenciado en Filosofía por el Instituto Superior Autónomo de Occidente (actualmente Universidad del Valle de Atemajac). Se doctoró en filosofía en el año de 1980 por la Universidad Iberoamericana (UIA) con la tesis: “Sobre el problema de los universales en la filosofía analítica y en la metafísica tomista” (1981). Cursó, también, estudios de historia del pensamiento, filosofía aristotélica y medieval, en la Universidad de Friburgo, en Suiza.
Ha sido colaborador y director de varias publicaciones a nivel nacional e internacional, así como autor de más de 250 ensayos filosóficos e históricos. Entre sus colaboraciones más destacadas se pueden mencionar: La Revista de Filosofía de la Universidad Iberoamericana (1980-1991), director de la revista filosófica Analogía (1987 - ), la revista Semiosis, en la revista Justicia y Paz. Revista de Derechos Humanos (1992 - ), miembro del consejo de redacción de la revista Morphé (1994- ), miembro del consejo editorial de la Revista Pedagógica y del consejo editorial del anuario Saber Novohispano. Desde enero de 1995 es miembro del consejo editorial de la revista Diánoia (Instituto de Investigaciones Filosóficas de la UNAM), de la Revista española de filosofía medieval (Universidad de Zaragoza, España), de la revista Novahispania (UNAM), del consejo hola
editorial de la revista Logos (Universidad La Salle, México, D.F.) y del consejo editorial de la revista Semiótica (Journal of the International Association for Semiotic Studies, Berlín – New Cork: Mouton - De Gruyter). Miembro del consejo de redacción de la revista Anámnesis (México) y del consejo Directivo de la revista Tópicos (Universidad Panamericana, México). Desde 1997 miembro del comité editorial de la revista Seminarios de Filosofía (Pontificia Universidad Católica de Chile, Santiago de Chile). Director fundador de Interpretatio: Revista de Hermenéutica.
Forma parte del Sistema Nacional de Investigadores (SNI) desde julio de 1985, y desde 1990 es miembro de número de la Academia Mexicana de la Historia (correspondiente de la Real de Madrid), ocupando el sillón 25. En 1991 se incorporó como investigador de tiempo completo al Instituto de Investigaciones Filológicas de la UNAM y es fundador del Seminario de Hermenéutica del mismo, el cual promueve los estudios de la teoría y la práctica hermenéutica en las distintas esferas del conocimiento como la filosofía, la psicología, el derecho, la historia, etc.
El 18 de mayo del 2022, la Universidad Popular Autónoma del Estado de Puebla le otorgó el doctorado honoris causa, por su propuesta de la hermenéutica analógica que ha tenido un alcance más allá, del mero ámbito de la filosofía.

## Poesía
Mauricio Beuchot ha escrito también poesía; en 2003 se publican sus Poemas de desierto, atravesados por el recuerdo del desierto de Torreón, el Éxodo bíblico y la vivencia del éxodo intelectual. Se incluyó un poema suyo en Cantos de sol y viento, disco que salió a la luz con el propósito de exaltar la identidad de la zona coahuilense conocida como Comarca Lagunera. En el 2013 participa en el primer Coloquio de Poesía Mística en México y en América Latina.[cita requerida]
La producción poética de Mauricio Beuchot desemboca en la reflexión hermenéutica de la poesía. El filósofo, en su obra El ser y la poesía: El entrecruce del discurso metafísico y el discurso poético (2003), afirma que es posible el encuentro entre poesía y metafísica sin que se anule a una en pos de la otra; por un lado, recupera la metafísica de la poesía de autores como Antonio Machado y Federico García Lorca, por otro, comenta los intentos de desarrollar una metafísica poética llevados a cabo por María Zambrano, Ramón Xirau, etc.[cita requerida]
En torno a la poética de Mauricio Beuchot se editó Poema, analogía e iconicidad, compilación de ensayos de Helena Beristáin, Benjamín Valdivia, Javier Sicilia, Alejandro González, Magdalena Madero, Saúl Rosales, Jaime Muñoz, Gilberto Prado, Kabir Abud, Alejandro Herrera, Gabriel Zaid, Napoelón Conde Gaxiola y él mismo.[cita requerida]

## Hermenéutica analógica
La propuesta de hermenéutica analógica hecha por Mauricio Beuchot surge a partir del Congreso Nacional de Filosofía, llevado a cabo en la ciudad de Cuernavaca, en Morelos, México, en 1993. Influenciado por el argentino-mexicano Enrique Dussel, y el llamado método analéctico, para posteriormente retomar ideas de la analogía en C. Peirce, Mauricio Beuchot propone un proyecto hermenéutico novedoso y original denominado hermenéutica analógica, o también, hermenéutica analógico-icónica.
La hermenéutica analógica se estructura como intermedia entre la univocidad y la equivocidad. La univocidad tiende a la identidad entre el significado y su aplicación, es una idea positivista y fuerte que pretende objetividad. Por ejemplo la hermenéutica de Emilio Betti. Mientras que la equivocidad es la diferencia del significado y de aplicación, tiende al relativismo y subjetivismo. Por ejemplo la filosofía de Richard Rorty. La hermenéutica analógica trata de evitar posturas extremas, abriendo el margen de las interpretaciones, jerarquizándolas de una manera ordenada de modo que exista una interpretación que sea el analogado principal y otras interpretaciones que sean analogados secundarios.[cita requerida]
Así se plantea como una postura moderada, que recupera la noción aristotélica de la Frónesis, y puede plantearse como la interpretación de textos que permite una postura ni equivocista (lo que no es) ni univocista (lo que es), sino prudente en un punto medio.[cita requerida]
Para Beuchot, la analogía, según la Hermenéutica Analógica-Icónica (el establecimiento de una relación de semejanza entre dos cosas distintas) es la vía por la cual buscar consensos a partir de disensos, semejanza respetando la diferencia, y así avanzar hacia una comprensión del sentido analógica, es decir que no tiende lo unívoco ni a lo multívoco.[cita requerida]
Al momento de relacionarse con otras culturas u otras comunidades, sea cual sea el caso, se debe aplicar el mismo principio analógico: no interpretar de manera unívoca el sentido que ellas le dan a su cultura, así como a su accionar, ni tampoco se debe aceptar todas las interpretaciones y cerrar así en el relativismo, las posibilidades de comprensión. Tampoco se debe caer en la postura reduccionista de que solo la cultura propia es válida o aquella postura que considera toda cultura ajena mejor que la propia.
Según Beuchot, para esto se plantea el Diálogo Intercultural, que es donde se debe reconocer al otro en “un diálogo simétrico, es decir, igualitario, en el que no  tengan privilegios algunos de los dialogantes, como una especie de voto de calidad, que valiera más que los otros” (Beuchot & González, 2018). Asimismo, se debe ir más allá de la tolerancia y el respeto en un compendio entre la comprensión y la crítica.

## Aplicaciones de la Hermenéutica analógica en otras disciplinas

### Psicología
Es notable el trabajo de Nora María Matamoros Franco, quien se ha encargado de dilucidar los fundamentos filosóficos de la psicoterapia sirviéndose de la hermenéutica analógica como instrumento de reflexión. Luis Álvarez Colín también retoma la propuesta de Mauricio Beuchot para desarrollar una propia: la hermenéutica simbólico-analógica, que pretende dar paso a una arqueología y teleología del símbolo, bajo el supuesto de que constituye el vínculo afectivo entre las personas, y cuyas repercusiones prácticas se ven en la orientación de “familias para que descubran y utilicen su capital simbólico”; Napoleón Conde Gaxiola también enfatiza en las posibilidades que ofrece la iconicidad para el desarrollo de la psicoterapia.[cita requerida]

### Pedagogía
La propuesta de Beuchot se ha aplicado en la investigación educativa, el curriculum y la docencia, lo cual ha permitido encontrar un punto medio entre la postura que pretende unificar y homogeneizar a los alumnos, y la que, por el contrario, abandona la teorización al respecto. La hermenéutica analógico-barroca es un amplio proyecto implementado en la educación multicultural; otros proyectos notables son los impulsados por Luis Eduardo Primero en la pedagogía de lo cotidiano, y por Napoleón Conde Gaxiola con la pedagogía hermenéutico-analógica (educación por la iconicidad).[cita requerida]

### Antropología
La hermenéutica analógica se ha integrado como instrumento conceptual en el estudio del mito, la cultura y el multiculturalismo, temas en los que se perciben posturas relativistas o particularistas; el trabajo de Sofía Reding Blase es un aporte en la materia que impulsa a tratar las cuestiones desde un pluralismo analógico.

### Derecho
Sobre todo en el tema de los derechos humanos, a la hora de abordar sus fundamentos filosóficos, la hermenéutica analógica ha resultado fructífera y mediadora entre aproximaciones ontologistas (univocistas) y relativistas (equivocistas). Jesús Antonio de la Torre desarrolla a partir de esto un iusnaturalismo histórico, que también incorpora los planteamientos de Enrique Dussel en torno a la filosofía de la liberación.[cita requerida]

### Política
Francisco Arenas-Dolz ofrece una perspectiva en la que confluyen la hermenéutica crítica que desarrollan Adela Cortina y Jesús Conill y la hermenéutica analógica de Mauricio Beuchot. El aporte en este campo es la reflexión ético-política sobre la búsqueda de salidas equilibradas al dilema del progreso univocista liberal vs. el nihilismo posmoderno, la respuesta de Arenas-Dolz es una invitación a la virtud de la phrónesis, en pos de justicia.[cita requerida]

### Sociología
Junto al sociólogo colombiano Jorge Enrique González Rojas, Mauricio Beuchot ha realizado varios aportes al estudio de la Hermenéutica Analógica y la Hermenéutica Analógica-Icónica en la sociología, específicamente en el Análisis Cultural. En el libro "Análisis Cultural Hermenéutico" de González, Beuchot escribe en el prólogo: 
"González quiere conservar la hermenéutica, pero también aprovechar el paradigma peirceano, y por eso optó por una Hermenéutica analógica-icónica. Es decir, una en la que la analogía corresponde al signo icónico de ese eminente semiótico. Por eso quiere ir más allá de la Hermenéutica metafórica de Ricœur, que ya es de suyo analógica, y quiere rebasarla porque la metáfora se complementa con la metonimia. Hay que atender al polo metafórico del discurso, pero sin perder el metonímico. Y por eso nuestro autor opta por la Hermenéutica Analógica-Icónica, que mira hacia los dos lados."
Además, Beuchot y González publicaron en el año 2018 el libro "Diversidad y Diálogo Intercultural", donde avanzan en la aplicación de la Hermenéutica Analógica en el Diálogo Intercultural, herramienta fundamental para la Interculturalidad.

## Críticas
Mauricio Beuchot no solo se ha dedicado a pensar la filosofía de la historia y la historia de la filosofía en México, Latinoamérica y el mundo, sino que también ha sido un crítico de la filosofía de su tiempo, ante todo en reflexiones de analítica y hermenéutica en la llamada posmodernidad. Considera que en la posmodernidad las nociones de sujeto o historia deben ser no solo criticadas, sino que se deben proponer nuevas formas de entender esas nociones, partiendo de una hermenéutica analógica, en contra de todo univocismo y equivocismo.[cita requerida]
Entre los filósofos cuyas posturas ha criticado y algunos con los que ha dialogado de cerca se encuentran Paul Ricœur  en 1987 en Granada, España; Karl-Otto Apel en la Universidad Iberoamericana en 1991; Emerich Coreth en 1996, en la Universidad Pontificia de México; y Gianni Vattimo en 2004, etc. A su vez, ha estado en contacto con un gran grupo de humanistas, filósofos e historiadores de México y España, los cuales le han permitido desarrollar de manera más amplia y concisa su propuesta hermenéutica. Se pueden destacar personas como Ricardo Blanco Beledo, Napoleón Conde Gaxiola, Luis Eduardo Primero Rivas, Santiago Guervós, María Rosa Palazón, Juvenal Cruz Vega, etc.[cita requerida]
En 2004, Mauricio Beuchot dialogó con el filósofo italiano Gianni Vattimo, reunión que tuvo lugar en el Aula Magna de la Facultad de Filosofía y Letras de la UNAM. Vattimo, como especialista de la hermenéutica, acepta la idea de una hermenéutica analógica en el contexto de un pensamiento débil, el cual permita evitar las pretensiones de interpretación de la metafísica y los pensamientos “rigurosos”, “estrictos” y “objetivos”. Asimismo, plantea algunas observaciones a la hermenéutica analógica para fin de su desarrollo. Esta discusión está recogida en el libro Hermenéutica analógica y hermenéutica débil.[cita requerida]
En un artículo publicado en Diánoia, Axel Barceló indica algunas coincidencias entre la filosofía analítica y la hermenéutica analógica;  dirige su crítica al planteamiento del trilema univocismo/equivocismo/analogismo, introduciendo una clasificación de las posturas que evita la construcción de hombres de paja. Otro problema que señala Barceló es cómo evaluar una teoría hermenéutica con relación a otras. Mauricio Beuchot respondió brevemente al artículo agradeciendo las observaciones y preguntas, que la hermenéutica debe seguir tratando de resolver; reafirma las coincidencias con la filosofía analítica, alojando a la hermenéutica analógica en el lugar que media entre la tradición analítica y la tradición continental.

## Obras principales
(Ordenada conforme al año de publicación de la primera edición)
- 1979: Elementos de semiótica, México, Surge.
- 1981: Sobre el problema de los universales
- 1981: La filosofía del lenguaje en la Edad Media, México, IIF e IIFL UNAM.
- 1985: La lógica mexicana del siglo de oro
- 1987: Pensamiento y realidad en fray Alonso de la Vera Cruz
- 1989: Hermenéutica, lenguaje e inconsciente. México, Universidad Autónoma de Puebla, 1989.
- 1992: Introducción a la filosofía de Santo Tomás de Aquino. México, UNAM, 2000. (2a ed.)
- 1992: La esencia y la existencia en la filosofía escolástica medieval. Su repercusión en la filosofía analítica actual. México, UNAM, 1992.
- 1996: Historia de la filosofía en el México colonial. México, Herder, 1996.
- 1997: Tratado de Hermenéutica Analógica. México, Facultad de Filosofía y Letras (UNAM) / Ítaca, 2009. (4a ed.)
- 1997: Perfiles esenciales de la hermenéutica. México, Fondo de Cultura Económica / Instituto de Investigaciones Filológicas (UNAM), 2008.
- 1999: Las caras del símbolo: el ícono y el ídolo. Madrid, Caparrós, Col. Espirit, 1999.
- 2002: Universalidad e individuo. La hermenéutica analógica en la filosofía de la cultura y en las ciencias humanas.
- 2003: Hermenéutica analógica y del umbral. Salamanca, San Esteban, 2003.
- 2003: Hermenéutica analógica. Aplicaciones en América Latina. Bogotá, El Búho, 2003.
- 2003: El ser y la poesía. El entrecruce del discurso metafísico y el discurso poético. México, Universidad Iberoamericana, 2003.
- 2004: Hermenéutica, analogía y símbolo. México, Herder, 2004.
- 2004: Antropología filosófica. Hacia un personalismo analógico-icónico. Madrid, Fundación Emmanuel Mounier, 2004.
- 2004: Ética. México, Torres Asociados, 2004.
- 2004: La semiótica: Teoría del signo y el lenguaje en la historia. México, Fondo de Cultura Económica, 2004.
- 2005: En el camino de la hermenéutica analógica. Salamanca, San Esteban, 2005.
- 2005: Interculturalidad y derechos humanos. México, UNAM / Siglo XXI, 2005.
- 2006: Puentes hermenéuticos hacia las humanidades y la cultura. México, Ediciones Eón, Universidad Iberoamericana, 2006.
- 2006: Filosofía Política. México, Torres Asociados, 2006.
- 2006: Hermenéutica analógica y hermenéutica débil Con Gianni Vattimo y Ambrosio Velasco. México, UNAM, 2006.
- 2007: Compendio de hermenéutica analógica. México, Torres Asociados, 2007.
- 2007: Temas de ética aplicada. México, Torres Asociados, 2007.
- 2007: Hermenéutica analógica, símbolo, mito y filosofía. México, Cuadernos del Seminario de Hermenéutica I, IIFL, UNAM, 2007.
- 2007: Phrónesis, analogía y hermenéutica. México, UNAM, 2007.
- 2008: Facetas del pensamiento colonial mexicano. México, Cuadernos del Seminario de Cultura Mexicana, 2008.
- 2008: Hermenéutica analógico-icónica y teología. Bogotá, Pontificia Universidad Javeriana, 2008.
- 2009: Microcosmos. El hombre como compendio del ser. México, Universidad Autónoma de Coahuila, 2009.
- 2010: Hermenéutica analógica, símbolo y ontología. México, Universidad Autónoma del Estado de México, 2010.
- 2010: La hermenéutica analógica en la historia. San Miguel de Tucumán, Argentina: UNSTA, 2010.
- 2010: Retóricos de la Nueva España (2a ed.). México, IIFL, UNAM, 2010.
- 2011: Metáforas de nuestra vida. Antropología e interpretación Huelva (España), Hergué/Ceasga, 2011.
- 2011: Filosofía y lenguaje en la Nueva España. México, IIFL, UNAM, 2011.
- 2011: Hermenéutica, analogía y ciencias sociales. Saarbrücken (Alemania), Editorial Académica Española, 2011.
- 2011: La filosofía en México. Problemas teóricos e históricos. México, UNAM, 2011.
- 2011: Manual de filosofía . México, Ediciones Paulinas, 2011.
- 2012: Belleza y analogía. Una introducción a la estética. México, San Pablo, 2012.
- 2012: Ordo analogiae. Interpretación y construcción del mundo. México, IIFL, UNAM, 2012.
- 2013: Historia de la filosofía medieval. México, Fondo de Cultura Económica, 2013 (reimpresión de Manual de historia de la filosofía medieval, México, Jus, 2004).
- 2015: Teoría semiótica, México, IIFL, UNAM, 2015.
- 2018: Diversidad y Diálogo Intercultural, Colombia, Editorial El Búho, 2018.
- 2020: Kierkegaard y su dialéctica analógica, México, Quintanilla Editores, 2020.